# Hyakuman Isshin
Hyakuman Isshin (Hán tự: 百万一心, cách đọc Hán Việt: bách vạn nhất tâm) là bốn chữ Hán được khắc trên tấm bia đá được chôn thay cho người khi Mōri Motonari mở rộng thành Yoshidakōri Yama, Nhật Bản.
Hyakuman Isshin là cách đọc trực tiếp của bốn chữ Hán: 百 (bách), 万(vạn), 一(nhất) và 心(tâm). Ngoài ra bốn chữ này còn được đọc là Ichinichi Ichiriki Isshin (Hán Việt: nhất nhật nhất lực nhất tâm). Sở dĩ có cách đọc này là vì chữ Hán百 (bách) bao gồm chữ一(nhất) ở trên và chữ日(nhật) bên dưới, chữ百 (bách) bao gồm chữ一(nhất) bên trên và một phần chữ力(lực) bên dưới. Bốn chữ này có nghĩa rằng nếu trăm vạn người đồng lòng thì việc gì cũng thành công. Tuy đến nay vẫn chưa rõ có phải Mōri Motonari là tác giả của bốn chữ này hay không nhưng ý tứ rõ ràng là để kêu gọi sự gắn kết giữa các Kokujin trong xứ Aki.
Có thuyết cho rằng từ  trước đó đã có tục chôn người sống làm vật tế thần khi khởi công xây dựng thành quách, nhưng khi mở rộng thành Yoshidakōri Yama thì Motonari đã nghe theo lời khuyên của tướng Hironaka Takakane mà bãi bỏ việc chôn người, thay bằng bia đá. Takakane là bộ tướng của họ Ōuchi, cùng với Sue Harukata đến giải vây cho quân Mōri khi thành Yoshidakōri Yama của họ này bị quân đội Amago Haruhisa bao vây.
Bia đá này do một phiên sĩ  của phiên Chōshū phát hiện vào năm 1816, sau đó dùng giấy áp lên mặt bia, sao chép lại chữ. Sau, phiên sĩ này tặng lại bản sao chép cho đền thờ Toyosaka, nơi thờ cúng Mōri Motonari. Tuy nhiên, sau đó người ta cho tìm khắp xứ Aki nhưng vẫn không tìm thấy bia đá ban đầu.
Người ta đã cho dựng một bia đá khác và khắc bốn chữ trên theo bản sao của phiên sĩ Chōshū và hiện tại, nó đang được an trí trong khu nghĩa trang của họ Mōri tại phế tích của thành Yoshidakōri Yama.

## Liên quan
Bốn chữ Hán này đã trở thành tiêu đề của tạp chí quảng bá cho các hướng đạo tỉnh Yamaguchi. Bốn chữ này thể hiện tinh thần đoàn kết, chủ trương của các hoạt động hướng đạo tỉnh này.